# Cantone di Axat
Il Cantone di Axat era una divisione amministrativa dell'arrondissement di Limoux.
A seguito della riforma approvata con decreto del 21 febbraio 2014, che ha avuto attuazione dopo le elezioni dipartimentali del 2015, è stato soppresso.

## Composizione
Comprendeva i comuni di:
- Artigues
- Axat
- Bessède-de-Sault
- Le Bousquet
- Cailla
- Le Clat
- Counozouls
- Escouloubre
- Gincla
- Montfort-sur-Boulzane
- Puilaurens
- Roquefort-de-Sault
- Sainte-Colombe-sur-Guette
- Salvezines